# Ворзельський заказник
Во́рзельський заказник — лісовий заказник місцевого значення в Україні. Розташований на території Бучанської міської громади Бучанського району Київської області, у межах смт Ворзель.
Площа 85 га. Статус присвоєно згідно з рішенням Київської обласної ради XXIV скликання від 20 листопада 2003 року № 133-10-XXIV. Перебуває у віданні КП «Бучанська лісогосподарська установа» (кв. 14 вид. 4, 6, 8, 11, 13, кв. 17 вид. 10, 19, кв. 24 вид. 4, 5, 6, 7, 8, 15, 16, 18, кв. 16 вид. 4, 9, 10, 11, 12, 19, 22, 32, 33, 40, 41, 13, 16, 17, 34, 35, 21, 24, 42, 38, 43, кв. 25 вид. 22, 34, кв. 20 вид. 12, 14, 15, 18, 21, 22, кв. 19 вид. 56, 55, 34, 44, 38, 30, 25, 20, кв. 28 вид. 6, 7, 8, 17, 18, 19, 20, 21, 22, 27, 28).
Ворзельський заказник є комплексом соснових, дубово-соснових, дубових та березових лісових масивів, де зростають рідкісні види рослин, занесені до Червоної книги України — сон чорніючий та лілія лісова.